# Conrad Rautenbach

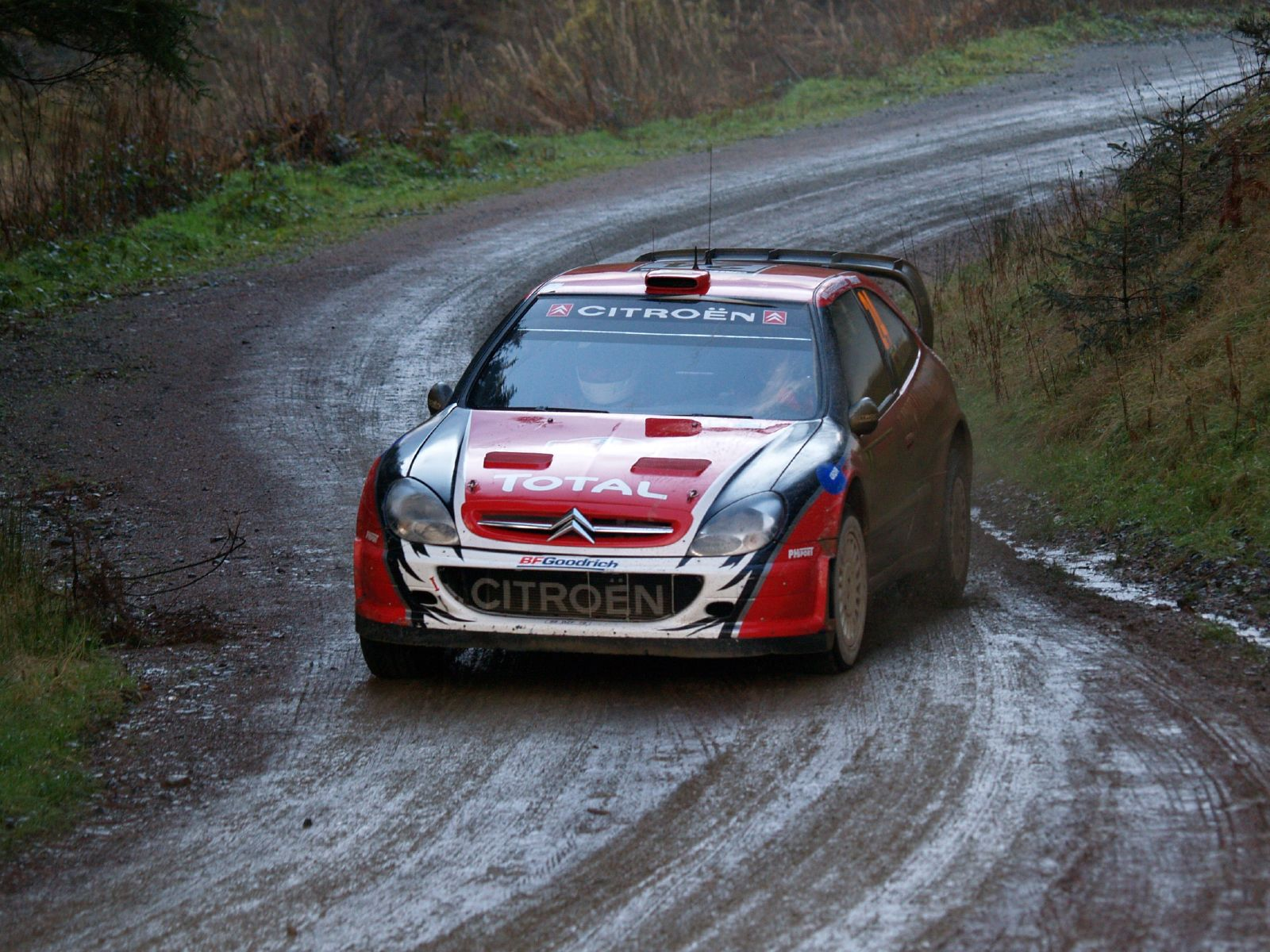
Ral·li de Gal·les 2007

Conrad Rautenbach (Harare, Zimbàbue, 12 de novembre de 1984), és un pilot de ral·lis natural de Zimbàbue. Guanyador del Campionat africà de ral·lis dels anys 2007 i 2011. Ha estat un pilot habitual al Campionat Mundial de Ral·lis.

## Trajectòria
El seu debut en ral·lis es produí a proves del Campionat africà de ral·lis del 2003 amb un Toyota Corolla. A la temporada següent disputa diferents proves del Campionat Mundial de Ral·lis dins de la categoria júnior, debutant al Ral·li Monte-Carlo amb un Ford Puma S1600, si bé aquell any també utilitza el Opel Corsa S1600, el Suzuki Ignis S1600 i el Citroën C2 S1600.
Fou el guanyador del Campionat africà de ral·lis 2007 amb un Subaru Impreza.
Després de diverses temporades disputant el Mundial Júnior, l'any 2008 realitzà la seva primera temporada sencera al WRC com a pilot de Citroën, aconseguint com a millor resultat un 4t lloc al Ral·li de l'Argentina, finalitzant el campionat en 15a posició.
La temporada 2011 torna a guanyar el campionat africà amb un Ford Fiesta S2000.